# Leo Dan (álbum)
Leo Dan es el álbum debut de estudio del cantautor argentino Leo Dan. Fue publicado en Argentina en el año 1963 por la discográfica CBS y Columbia Argentina. El LP está integrado por 12 canciones de su autoría, salvo las canciones Desencadena mi corazón, que es una adaptación de la canción Unchain my heart, y la canción Deci porque no queres  autoría de Palito Ortega y Dino Ramos.

## Producción
De este disco se destacaron exitosamente las canciones Celia, Fanny, Deci porque no queres y Canta el corazón. Para esta producción grabó con Milo Y Su Conjunto. 
En Perú este disco fue publicado y distribuido por el sello local Sono Radio con el título Para ellas.El disco también fue publicado por el sello Gravações Elétricas S.A. en Brasil.En Colombia fue publicado por el sello local Discos Tropical compartiendo créditos artísticos con la orquesta Milo Y Su Conjunto. En el año 2008 CBS y Sony BMG Music Entertainment publicaron en Argentina el disco debut en formato CD Digipack.
Actualmente su canción Celia, que integra este álbum, lleva, al día del fallecimiento del cantautor, más de 33 millones de escuchas en Spotify, siendo su décima canción más escuchada en la plataforma.

## Lista de canciones
| Lado A |                                             |                                                             |          |  |
| N.º    | Título                                      | Escritor(es)                                                | Duración |  |
| 1.     | «Celia»                                     | Leo Dan                                                     | 1:50     |  |
| 2.     | «Desencadena Mi Corazón (Unchain My Heart)» | Bobby Sharp (Agnes Vivian Jones)Teddy Powell (Freddy James) | 2:00     |  |
| 3.     | «Te Pido Que Me Guíes»                      | Leo Dan                                                     | 2:07     |  |
| 4.     | «Mary Isabel»                               | Leo Dan                                                     | 2:04     |  |
| 5.     | «Porqué Te Alejas»                          | Leo Dan                                                     | 1:49     |  |
| 6.     | «Un Día Caminaremos»                        | Leo Dan                                                     | 1:48     |  |

| Lado B |                         |                                       |          |  |
| N.º    | Título                  | Escritor(es)                          | Duración |  |
| 1.     | «Decí Porqué No Querés» | Palito Ortega, Dino Ramos             | 2:13     |  |
| 2.     | «Fanny»                 | Leo Dan                               | 2:37     |  |
| 3.     | «Canta El Corazón»      | Alberto Losavio, Julio César Palacios | 1:39     |  |
| 4.     | «Marisa»                | Leo Dan                               | 2:32     |  |
| 5.     | «Siento Que Te Amo»     | Leo Dan                               | 1:50     |  |
| 6.     | «Silvia Liliana»        | Leo Dan                               | 2:07     |  |

## Créditos
- Leo Dan - Voz, composición.
- Milo Y Su Conjunto

## Sencillos y EP
El sitio Discogs tiene registros de publicaciones de sencillos de este disco en Costa Rica, España y Portugal, lo que demuestra que desde su primera publicación el artista trascendió las fronteras de su país.
Sencillo Vinilo 7'' 45RPM: Deci Porque No Queres - Sello: CBS - País: Perú
| Cara A |                         |                           |          |  |
| N.º    | Título                  | Compositores              | Duración |  |
| 1.     | «Deci porque no queres» | Palito Ortega, Dino Ramos | 2:13     |  |

| Cara B |         |              |          |  |
| N.º    | Título  | Compositores | Duración |  |
| 1.     | «Fanny» | Leo Dan      | 1:49     |  |

EP Vinilo 7'' 45RPM: Celia - Sello: CBS / Hispavox- País: España / Portugal
| Cara A |                     |              |          |  |
| N.º    | Título              | Compositores | Duración |  |
| 1.     | «Celia»             | Leo Dan      | 1:50     |  |
| 2.     | «Siento Que Te Amo» | Leo Dan      | 1:50     |  |

| Cara B |                    |                                       |          |  |
| N.º    | Título             | Compositores                          | Duración |  |
| 1.     | «Fanny»            | Leo Dan                               | 1:39     |  |
| 2.     | «Canta el corazón» | Alberto Losavio, Julio César Palacios |          |  |

Sencillo Vinilo 7'' 33RPM: Canta el corazón - Sello: CBS País: Argentina
| Cara A |                    |                                       |          |  |
| N.º    | Título             | Compositores                          | Duración |  |
| 1.     | «Canta el corazón» | Alberto Losavio, Julio César Palacios | 1:39     |  |

| Cara B |         |              |          |  |
| N.º    | Título  | Compositores | Duración |  |
| 1.     | «Fanny» | Leo Dan      | 2:37     |  |

Sencillo Vinilo 7'' 45RPM: Canta el corazón - Sello: CBS País: Costa Rica
| Cara A |                    |                                       |          |  |
| N.º    | Título             | Compositores                          | Duración |  |
| 1.     | «Canta el corazón» | Alberto Losavio, Julio César Palacios | 1:39     |  |

| Cara B |         |              |          |  |
| N.º    | Título  | Compositores | Duración |  |
| 1.     | «Fanny» | Leo Dan      | 2:37     |  |